# Aardbeving Tibet 2025
De aardbeving bij Tibet op 7 januari 2025 om 9.05 uur (lokale tijd) was een aardbeving met een kracht van 7,1 op de schaal van Richter. Het epicentrum lag tussen de Tibetaanse plaats Shigatse en de Mount Everest. De beving vond plaats op een diepte van 10 kilometer. Het gebied bevindt zich op de grens van twee tektonische platen, de Euraziatische en Indische plaat. Er volgden meer dan duizend naschokken in het Tibetaans Hoogland, waarvan de zwaarste met een kracht van 5,1. Bij reddingsacties in de vrieskou werden meer dan 400 mensen uit het puin gehaald. Meer dan 14.000 reddingswerkers zochten in het enorme gebied verder naar overlevenden.

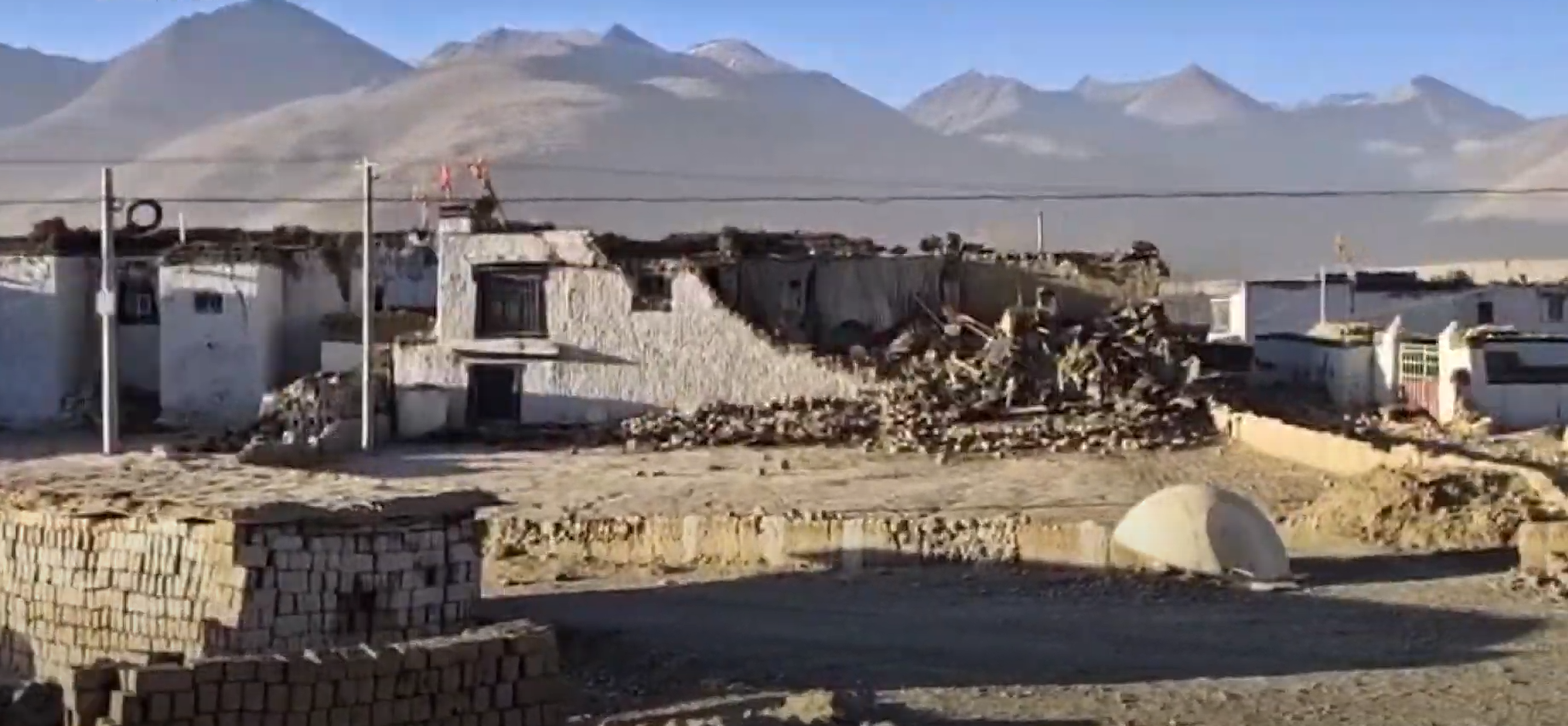
beschadigde gebouwen in Tibet

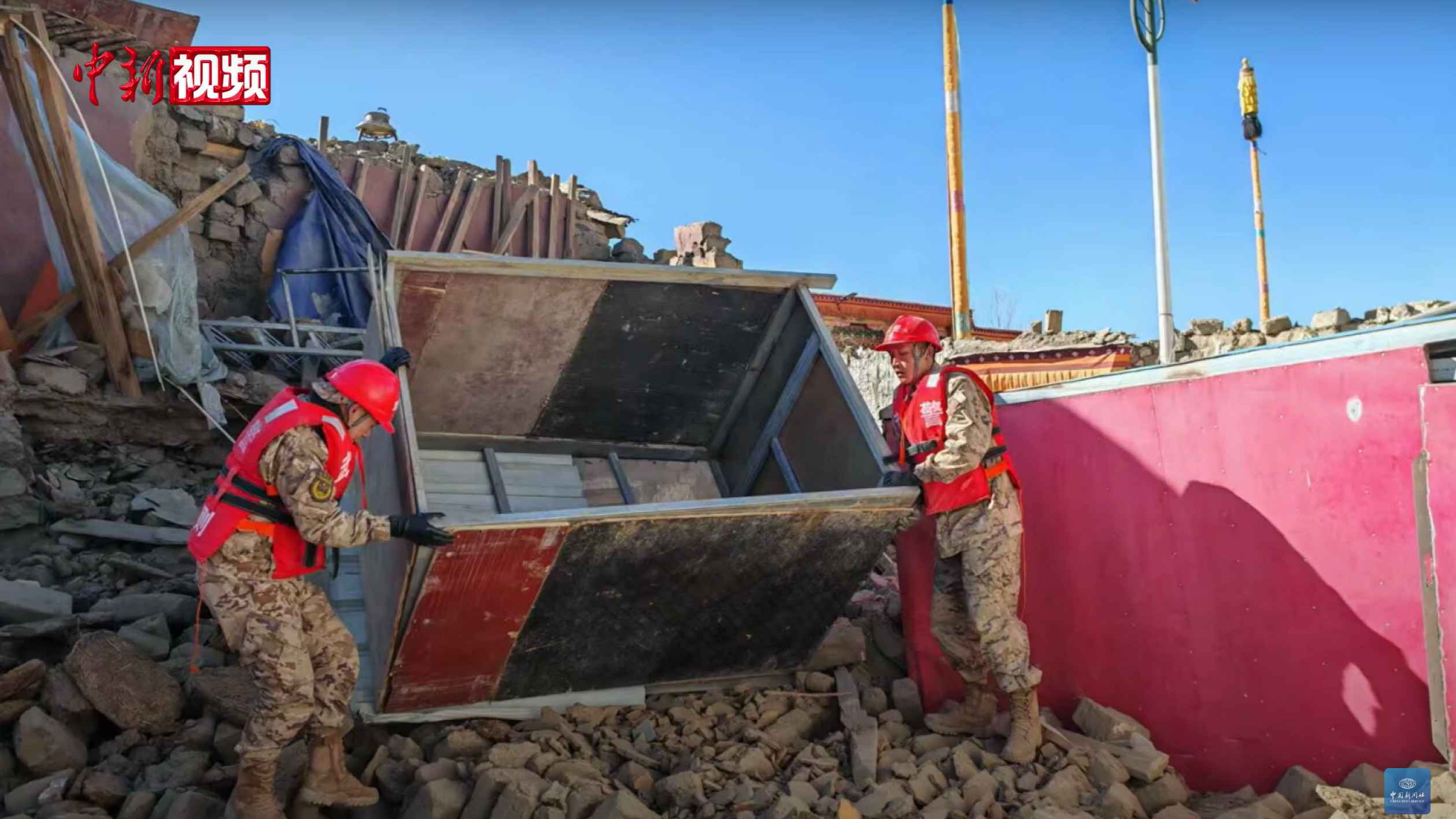
reddingswerkers actief na de ramp